# Франкенвинхайм
Франкенвинхайм (нем. Frankenwinheim) — община в Германии, в земле Бавария. 
Подчиняется административному округу Нижняя Франкония. Входит в состав района Швайнфурт. Подчиняется управлению Герольцхофен.  Население составляет 997 человек (на 31 декабря 2010 года). Занимает площадь 14,70 км².

## Население
По оценке на 31 декабря 2015 года население общины Франкенвинхайм составляет 975 чел. 

| Дата      | 1840 | 1871 | 1900 | 1925 | 1939 | 1950 | 1961 | 1970 | 1987 | 2011 |
| --------- | ---- | ---- | ---- | ---- | ---- | ---- | ---- | ---- | ---- | ---- |
| Население | 753  | 811  | 875  | 934  | 851  | 1264 | 1016 | 973  | 890  | 1003 |

| Год       | 1960 | 1970 | 1980 | 1990 | 2000 | 2009 | 2010 | 2011 | 2012 | 2013 | 2014 | 2015 |
| --------- | ---- | ---- | ---- | ---- | ---- | ---- | ---- | ---- | ---- | ---- | ---- | ---- |
| Население | 1010 | 982  | 849  | 892  | 937  | 998  | 997  | 1009 | 991  | 999  | 987  | 975  |